# Бичикту-Боом
Бичикту-Боом (алт. Бичикту-Боом) — село в Онгудайском районе Республики Алтай России. Входит в состав Каракольского сельского поселения.

## История
Село основано в 1863 году. Бичикту-Боом означает на алтайском языке гору с петроглифами

## География
Расположено в горно-степной зоне центральной части Республики Алтай и находится у реки р. Каракол.
Уличная сеть состоит из шести географических объектов: ул. М.Ойноткинова, ул. Молодежная, ул. Набережная, ул. Нагорная, ул. Сетерлинская, ул. Шолхо
Абсолютная высота 915 метров выше уровня моря.

## Население
| 2010 | 2011 | 2012 | 2013 | 2014 | 2015 |
| ---- | ---- | ---- | ---- | ---- | ---- |
| 263  | ↘262 | ↘247 | ↘246 | ↘238 | ↗245 |
| 2016 |      |      |      |      |      |
| ↘241 |      |      |      |      |      |

Национальный состав
Согласно результатам переписи 2002 года, в национальной структуре населения алтайцы составляли 99 % от общей численности населения в 278 жителей

## Инфраструктура
Личное подсобное хозяйство. Животноводство.

## Достопримечательности
- Петроглифы Бичикту-Бом

## Транспорт
Находится на автодороге регионального значения «Каракол — Кулада» (идентификационный номер 84К-21) (Постановление Правительства Республики Алтай от 12.04.2018 N 107 «Об утверждении Перечня автомобильных дорог общего пользования регионального значения Республики Алтай и признании утратившими силу некоторых постановлений Правительства Республики Алтай»), идущей от федеральной автомобильной трассы Р-256 «Чуйский тракт».